# NGC 373
NGC 373 је елиптична галаксија у сазвежђу Рибе која се налази на NGC листи објеката дубоког неба.
Деклинација објекта је + 32° 18' 32" а ректасцензија 1h 6m 58,3s. Привидна величина (магнитуда) објекта NGC 373 износи 14,9 а фотографска магнитуда 15,9.